# 海相沉积
海相沉积是沉积相的一个一级相组。受海水物理化学条件、水动力状况、海底地形与海水深度等因素影响，海相沉积又可分为滨岸相、浅海陆棚相、半深海相、深海相等多个二级相组，各相组下又可再分为数个三级相。海洋是沉积物堆积的重要场所，世界上许多大油气田多出现于海相地层，例如四川油气田、塔里木油气田等均属海相沉积。